# Spanyolnátha (művészeti folyóirat)
A Spanyolnátha kéthavonta, kizárólag interneten megjelenő művészeti folyóirat. Címe a spanyolnáthában elhunytak (többek között: Guillaume Apollinaire, Kaffka Margit, Egon Schiele, Edmond Rostand) emlékére utal.

## A lapról
A lapot 2004-ben Vass Tibor alapította. Kiadója a Példa Képfőiskola Kortárs Művészeti Alapítvány.

## Szerkesztőség
- Főszerkesztő: Vass Tibor
- Főmunkatárs: Székelyhidi Zsolt, Berka Attila
- Szerkesztőségvezető: Vass Nóra
- Webszerkesztő: Gróf András

## Projektek

### Spanyolnátha Könyvek
A Spanyolnátha művészeti folyóirat és a Példa Képfőiskola Kortárs Művészeti Alapítvány kiadásában jelennek meg.
1. Székelyhidi Zsolt: Ördöngős (versek, 2009)
2. Berka Attila: Lada Béla nem hal meg (kisregény, 2009)
3. Jelenlét50 – Petőcz András 50. születésnapjára, szerk.: Fodor Tünde (2009)
4. HogyÖt – az ötéves Spanyolnátha művészeti folyóirat antológiája, szerk.: Vass Tibor (2009)
5. Hunlandia – a Spanyolnátha Deventer–Berekfürdő–Hernádkak-antológiája, szerk.: Székelyhidi Zsolt (2010)
6. Vass Tibor: Semmi szín alant (versek, 2010)
7. Miskolc KapuCíner – a Spanyolnátha Miskolc-antológiája, szerk.: Vass Tibor (2010)
8. Berka Attila: Hosszúkávé külön hideg tejjel (kisregény, 2010)
9. Vass Tibor: Mennyi semenni (versek, 2012)
10. Díszkosz tizenkettő – a Spanyolnátha Légyott-antológiája, szerk.: Urbán Tibor (2012)
11. Székelyhidi Zsolt: Űrbe! (versek, 2012); digitális kiadás: urbe.spanyolnatha.hu, tervezte Barbély Virág (2013)
12. pÉn+Tek13 – a Spanyolnátha Légyott-antológiája, szerk.: Urbán Tibor (2013)
13. Helyszínes szélesvászonidő – Székelyhidi Zsolt 40. születésnapjára, szerk.: Vass Nóra (2013)
14. Tízeset – a tízéves Spanyolnátha antológiája; A Herman Ottó Múzeum–Miskolci Galériával közös kiadás, szerk.: Vass Tibor (2014)
15. Ba+Bánk – a Spanyolnátha Légyott-antológiája, szerk.: Urbán Tibor (2014)
16. Tőlem távoli cselekedeteim – Választott versek Vörös István 50. születésnapjára, szerk.: Vass Tibor, Vörös István (2014)
17. Székelyhidi Zsolt: Vampomorf (versek, 2014)
18. Vass Tibor: A Nagy Bibin (versek, elektrográfiák, 2014)
19. Bartók plusz fordulta – a Spanyolnátha Légyott-antológiája, szerk.: Urbán Tibor (2015)
20. Húszimádóknak – a Spanyolnátha kertfesztiváli Hernádkak-antológiája, szerk.: Vass Tibor (2015)
21. Wagner úr kezdheti varrni a gombot – a Spanyolnátha Kassák-antológiája, szerk.: Berka Attila (2015)
22. Fóliázott fellépőterek – Berka Attila 40. születésnapjára, szerk.: Székelyhidi Zsolt, tervezte: Barbély Virág (2016)
23. Vass Tibor: A Nagy Bibin és a műlovarnő (versek, elektrográfiák, 2016)
24. Bartók plusz Sz. Préda – a Spanyolnátha Légyott-antológiája, szerk.: Vass Tibor (2016)
25. Boldog kedd – Dicső Zsolt 60. születésnapjára, szerk.: Jankovics Zoltán (2016)
26. 95 szín-tézis – a Spanyolnátha Légyott-antológiája, szerk.: Vass Tibor (2017)
27. Különben roppant kedvesek – Czóbel Minka halálának 70. évfordulójára, szerk.: Deák-Takács Szilvia (2017)
28. Falánk idő – Fantázia és fúga, avagy beszélgetések Turczi Istvánnal, szerk.: Berka Attila (2018)
29. Néha olyan jól beszélek – Tompa Mihály születésének 200. évfordulójára, szerk.: Deák-Takács Szilvia (2018)
30. Három fő – hangoskönyv, szerk.: Vass Nóra (2018)
31. Légyott; első felvonás – hangoskönyv, szerk.: Vass Nóra (2018)
32. A világ legjobb akciófilmje – kétnyelvű hangoskönyv, szerk.: Vass Nóra (2018)
33. Petike és a farkas – a Spanyolnátha Légyott-antológiája, szerk.: Vass Tibor (2018)
34. Vass Tibor: El, Kondor, pláza (versek, elektrográfiák, 2018)

### Önök kerték Spanyolnátha Kertfesztivál
2008 decemberétől a Spanyolnátha lapszámbemutatóival összefüggően felolvasásokkal, performanszokkal, szakmai beszélgetésekkel zajló rendezvénysorozat Hernádkakon.
Kert- és tájművészet, installációk, térberendezések: a folyóiratban közölt képzőművészeti és szépirodalmi alkotások tárlata.

### Spanyolnátha Nemzetközi Küldeményművészeti Biennále
A Spanyolnátha művészeti folyóirat 2006-ban alapított kiállítás-sorozata.
1. Nemzetközi Spanyolnátha Küldeményművészeti Biennále – R_evolution 1956–2006 (2006)
2. Nemzetközi Spanyolnátha Küldeményművészeti Biennále – R_enaissance 1458–2008 (2008)
3. Nemzetközi Spanyolnátha Küldeményművészeti Biennále – R_econstruction (2010)
4. Nemzetközi Spanyolnátha Küldeményművészeti Biennále – R_ecollage 1912–2012 (2012)
5. Nemzetközi Spanyolnátha Küldeményművészeti Biennále – R_emarque 1914–2014 (2014)
6. Nemzetközi Spanyolnátha Küldeményművészeti Biennálé – R_evue (2016)
7. Nemzetközi Spanyolnátha Küldeményművészeti Biennálé – R_Egon (2018)

### Spanyolnátha Nemzetközi Mail Art Művésztelep (International SpanishFlu Mail Art Colony)
A Művésztelepet 2010. augusztus 20-án, Hernádkakon alapította a Spanyolnátha művészeti folyóirat.
Önálló projektjei:
1. Útnyerő / Levelek Pávaihoz, 2011 (Berekfürdő, Hernádkak)
2. Ezek mennek, meg a bárányfelhők, 2012 (Nagyrábé, Hernádkak)

## Díjak, elismerések
Az év honlapja pályázat emléklapja, Magyar Marketing Szövetség, 2006; 2007